# Baufreigabe

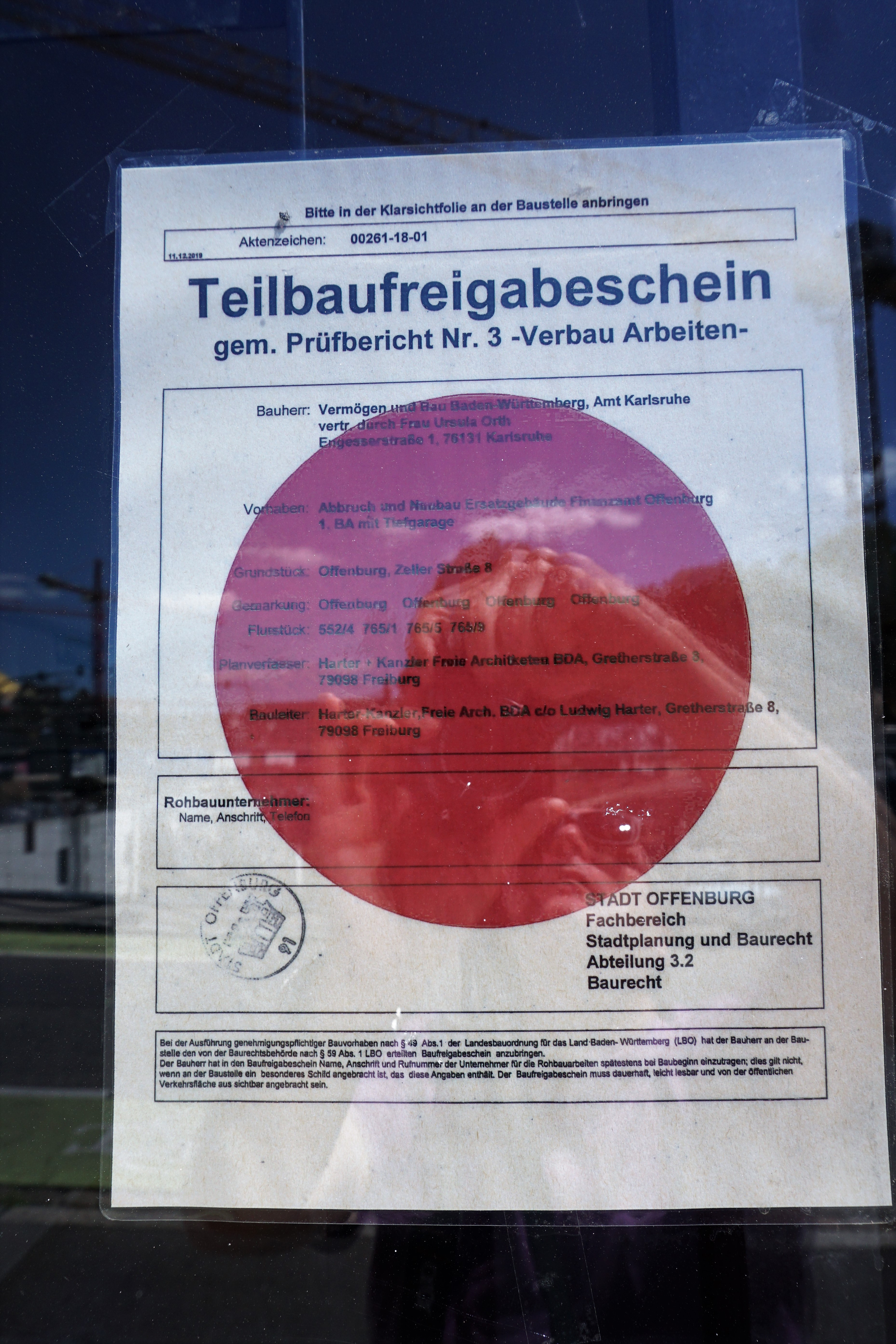
Ein Baufreigabeschein in Baden-Württemberg, auch „Roter Punkt“ genannt

Als Baufreigabe bezeichnet man in Deutschland den rechtsgestaltenden Teil einer Baugenehmigung, der zur Ausführung eines genehmigungspflichtigen Vorhabens berechtigt. Voraussetzung für die Baufreigabe ist, dass die in der Baugenehmigung für den Baubeginn enthaltenen Auflagen und Bedingungen erfüllt sind.
Eine Baugenehmigung hat eine feststellende und eine rechtsgestaltende (verfügende) Wirkung. Zunächst stellt sie fest, dass das Bauvorhaben den im Genehmigungsverfahren zu prüfenden öffentlich-rechtlichen Vorschriften nicht entgegensteht. Zugleich hat die Baugenehmigung eine rechtsgestaltende Wirkung, indem sie das Bauverbot konstitutiv aufhebt und den Bau zur Ausführung freigibt („Baufreigabe“).
Die Baufreigabe erledigt sich mit der Fertigstellung des Vorhabens (§ 43 Abs. 2 VwVfG), während die Feststellungswirkung so lange bestehen bleibt, wie die bauliche Anlage, die durch das genehmigte Vorhaben geschaffen wurde, existiert.
In Baden-Württemberg erhält der Bauherr einen separaten Baufreigabeschein (§ 59 LBO BW). Dieser ist zu erteilen, wenn die in der Baugenehmigung für den Baubeginn enthaltenen Auflagen und Bedingungen erfüllt sind. Enthält die Baugenehmigung keine solchen Auflagen oder Bedingungen, so ist der Baufreigabeschein mit der Baugenehmigung zu erteilen. Der Baufreigabeschein muss die Bezeichnung des Bauvorhabens und die Namen und Anschriften des Entwurfsverfassers und des Bauleiters enthalten und ist dem Bauherrn bekanntzugeben.
Der erteilte Baufreigabeschein, der auch als „Roter Punkt“ bezeichnet wird, muss dauerhaft, leicht lesbar und von der öffentlichen Verkehrsfläche aus sichtbar auf der Baustelle angebracht werden und Namen, Anschrift und Rufnummer der Unternehmer für die Rohbauarbeiten enthalten, wenn nicht bereits ein Baustellenschild diese Angaben enthält (§ 12 Abs. 2 LBO BW). Es ist auch möglich, zunächst nur Teile eines Projektes zum Bau freizugeben. Dies wird als Teilbaufreigabe bezeichnet. In diesem Fall wird der rote Punkt auf dem Teilfreigabeschein nur halbkreisförmig abgebildet. Der Beginn freigabepflichtiger Bauarbeiten, ohne dass die erforderliche Baufreigabe erteilt wurde, stellt eine Ordnungswidrigkeit dar.